# Maybe I'm Dreaming
Maybe I'm Dreaming  je první studiové album od americké synthpopové skupiny Owl City. Vyšlo 17. března 2008 a obsahuje 12 skladeb.

## Seznam skladeb
| Maybe I'm Dreaming | Maybe I'm Dreaming    | Maybe I'm Dreaming |
| Pořadí             | Název                 | Délka              |
| ------------------ | --------------------- | ------------------ |
| 1.                 | On the Wing           | 5:04               |
| 2.                 | Rainbow Veins         | 4:40               |
| 3.                 | Super Honeymoon       | 3:20               |
| 4.                 | The Saltwater Room    | 4:55               |
| 5.                 | Early Birdie          | 4:15               |
| 6.                 | Air Traffic           | 3:01               |
| 7.                 | The Technicolor Phase | 4:27               |
| 8.                 | Sky Diver             | 2:44               |
| 9.                 | Dear Vienna           | 3:58               |
| 10.                | I'll Meet You There   | 4:16               |
| 11.                | This Is the Future    | 2:53               |
| 12.                | West Coast Friendship | 4:06               |

## Okolnosti vzniku alba
Maybe I'm Dreaming je druhým dílem Owl City, které Adam Young vydal sám, bez přispění jakéhokoliv producenta. Na Billboard Electronic Music Album Chart dosáhlo album první 20, konkrétně 13. příčky.
Stejně jako Of June, tak i Maybe I'm Dreaming bylo znovu vydáno pod záštitou Universal Republic, a to 30. března 2010 a byl pozměněn i obrázek obalu alba.

### On the Wing
"Píseň 'On the Wing' je o oblíbeném snu každého člověka, pravděpodobně o snu, který každý v minulosti měl, o tom umět létat. Je to opravdu jen o jakémsi překladu toho pocitu do hudby a jaké by to bylo, kdyby byl ten sen skutečností." Pro Female First zase skladbu popisuje, že je o tom, jak někdo skočí z vrcholku hory a vzlétne.

### The Saltwater Room
"Je to o lekcích plavání na junior high" (pozn. žáci ve věku 11 až 14 let). A dále Adam říká: "Použil jsem starou strýcovu kytaru Alvarez z 69. V žádném případě nejsem dobrý kytarista, ale bavilo mě vrstvit věci dohromady."
Skladba byla později vydána na albu Ocean Eyes, obě verze se ale liší, lze si všimnou odlišné melodie a v jedné části Adam zpívá: "I guess I'll never know why sparrows love the snow", zatímco ve verzi z Ocean Eyes je text: "I guess we'll never know why sparrows love the snow".

### The Technocolor Phase
Sedmá skladba "The Technicolor Phase" byla uvedena v albu Almost Alice, které vzniklo na počest filmu "Alenka v říši divů" od režiséra Tima Burtona.

### Dear Vienna
Skladba je údajně o dívce jménem Vienna, která trpěla onemocněním kostí, takže se nemohla hýbat. Také měla špatný zrak a sluch, ale uměla odezírat ze rtů. Rok po vydání této písni v důsledku onemocnění kostí zemřela. Adam musel být smrtí hluboce zasažen, protože asi rok a půl poté nevydal žádnou píseň.

### Sky Diver
24.11.2010 Adamův kamarád z Windsor Airlift Andy Johnson nahrál na YouTube cover písně "Sky Diver".

## Videoklip
K písni "Early Birdie" vznikl v březnu 2008 videoklip, který natočil Adam se svými kamarády Andym a Anthonym Johnsonovými. Na YouTube je 9. března 2008 nahráno video "The Making of Owl City's music vid" s popisem: "Strávili jsme jeden den natáčením na střeše parkovacích ramp a v mrakodrapech. Toto je video 'Za scénou'. Podívejte se, co jsme dělali mezi natáčením a na další legrační věci. Na tomto novém videu k písni z blížícího se alba se pracuje. Přesný datum premiéry ještě není určen." A 14.3.2008 zveřejňují další krátké video "The Making of Owl City's music video 2". Na YouTube pak bylo nahráno 13.1.2011. Také bylo uveřejněno ještě jedno video "Owl City Early Birdie (making of)".

## Tvůrci
Owl City
- Adam Young – vokály, klávesy, syntetizéry, bubny, programování, audio mixer

Další umělci a produkce
- Breanne Düren – doprovodný zpěv na track 1, 4 & 6
- Austin Tofte - doprovodná kytara, doprovodný zpěv na track 1 & 2